# 鍾毓
鍾毓（210年代或224年—263年），字稚叔，潁川長社人。曹魏太傅鍾繇之子，鍾會之兄，自己亦是曹魏重臣。

## 生平
鍾毓十四歲時就任散騎侍郎，才思敏捷，喜好談笑，有父親之風。
太和二年（228年）因諫曹叡別親征祁山的諸葛亮而遷黃門侍郎。太和四年（230年）父親鍾繇逝世，鍾毓繼承定陵侯爵位。正始年間升任散騎常侍。
正始五年（244年），大將軍曹爽攻打蜀漢，但蜀漢軍隊堅守，曹軍不能前進，而且漸漸在補給上出現問題，同時由費褘等率領的援軍又趕到，曹爽於是要求增兵。鍾毓認為不應強行攻打，可以攻打的就進攻，不能克服則要知難而退，於是反對增兵。最終曹爽撤退。鍾毓因反對曹爽增兵的要求，被遷任侍中及出任魏郡太守。
正始十年（249年）太傅司馬懿發動“高平陵之變”，曹爽被滅族，鍾毓又被徵命，入朝任御史中丞、侍中廷尉。
嘉平六年（254年），中書令李豐預謀殺司馬師，先被司馬師所殺。之後蘇鑠、樂敦、劉賢以及夏侯玄都被送交廷尉。廷尉鍾毓奏：「豐等謀迫脅至尊，擅誅冢宰，大逆無道，請論如法。」最後五個人都被判夷三族。
正元二年（255年），毌丘儉和文欽叛變（毌丘儉文欽之亂），鍾毓持節到揚州和豫州頒行赦令，通知士兵，回朝後任尚書。
甘露二年（257年），征東大將軍諸葛誕據守壽春投降東吳，大將軍司馬昭打算親自討伐。此時東吳將領孫壹前來投降魏國，有人因此認為東吳內部又有紛爭，此時一定不能抽身出兵支援壽春，所以不必急於消滅諸葛誕。但鍾毓認為孫壹出走對東吳只是小事，而壽春的問題若果久久不解決，若東吳內部局勢變得穩定，那東吳就十分有可能出兵了。司馬昭同意鍾毓，於是討伐。平定諸葛誕叛亂後，鍾毓當青州刺史，加後將軍，遷任都督徐州諸軍事，假節，後來又轉為都督荊州諸軍事；期間任魏舒為其將軍長史。
景元四年冬季（263年）逝世。不久後的景元五年（264年）一月，弟鍾會在蜀地叛亂被殺，鍾毓的兒子們都被捕入獄該當死罪，司馬昭表請皇帝下詔赦免諸子，官爵如舊，只有過繼給鍾會的鍾毅以及隨鍾會入蜀的鍾邕二子被殺。有傳聞說，是因為鍾毓曾經私下向司馬昭建議過不可讓鍾會獨攬重任。
死後追贈車騎將軍，諡惠侯。

## 逸事
- 鍾毓當魏郡太守的時候，管輅曾拜訪他。鍾毓與管輅討論《易經》。後來管輅說，可以卜出鍾毓生死之日，結果出生年月日完全正確。鍾毓很吃驚，說：「死以付天，不以付君。」不讓管輅再卜死期。
- 嘉平元年（249年），鍾毓當魏郡太守的時候，為生母服喪。因為生母之前已被出，即被休；鍾毓為已出生母服喪一事，引發不合禮制的議論。

## 親屬

### 父
- 鍾繇，魏太傅，魏國重臣、書法家。

### 弟
- 鍾會，鎮西大將軍，參與魏滅蜀之戰，後來在亂軍中被殺。

### 子輩
- 鍾駿，鍾毓之子，鍾毓死後繼承爵位。
- 鍾峻，鍾毓之子，曾因鍾會之事下獄當被處死，被破例赦免。
- 鍾辿，鍾毓之子，曾因鍾會之事下獄當被處死，被破例赦免。
- 鍾邕，鍾會兄子，《三國志》未有明確記載是否為鍾毓之子。与叔钟会一同作乱被杀，其後代未被赦免遭處死。
- 鍾毅，鍾會兄子，《三國志》未有明確記載是否為鍾毓之子。为钟会所养，因钟会事下狱，未被赦免遭到處死。

### 漫畫形象
- 《火鳳燎原》（陳某）：於潼關之戰篇登場(第545話），剛出生時由曹操及曹彰上門探望。

## 注脚
1. ↑  鍾毓本傳僅記載其十四歲任散騎侍郎，不過本人出現時間為228年，又異母弟鍾會生於225年，今補之。
2. ↑  原文：蜀相诸葛亮围祁山，明帝欲西征，毓上疏曰：“夫策贵庙胜，功尚帷幄，不下殿堂之上，而决胜千里之外。车驾宜镇守中土，以为四方威势之援。今大军西征，虽有百倍之威，於关中之费，所损非一。且盛暑行师，诗人所重，实非至尊动軔之时也。”迁黄门侍郎。【詳見《三國志·魏明帝紀》裴注引《魏略》（太和二年）】
3. ↑  《三國志·諸夏侯曹傳》
4. ↑  《晉書·魏舒傳》：累遷後將軍鍾毓長史，毓每與參佐射，舒常為畫籌而已。
5. ↑  《三國志·鍾會傳》：初，（鄧）艾为太尉，会为司徒，皆持节、都督诸军如故，咸未受命而毙。会兄毓，以四年冬薨，会竟未知问。

## 延伸阅读
[在维基数据编辑]
 《三國志·卷13》，出自陳壽《三國志》